# Movimiento Nacional Reformista
El Movimiento Nacional Reformista (MNR) es una agrupación política universitaria que funciona como brazo universitario del Partido Socialista de Argentina.
Fue fundado en 1960 por un grupo de estudiantes partidarios de la Reforma Universitaria liderados por Marcos Rosa y Guillermo Estévez Boero, quien había sido presidente de la Federación Universitaria Argentina (FUA).

## De 1963 a 1976
El MNR sostuvo una estretagia innovadora para la izquierda argentina de la época, denominada de "Frente del Pueblo", que daba prioridad a la alianza con peronistas y radicales para llevar adelante una política de liberación nacional por medios pacíficos a través de elecciones democráticas.
En la década de 1960 el MNR se estableció sólidamente en la Universidad Nacional de Rosario donde triunfará reiteradamente en los grandes Centros de Estudiantes de Ciencias Médicas, Ciencias Económicas, Derecho y Ciencias Exactas e Ingeniería, y conducirá la FUR (Federación Universitaria de Rosario). Especial importancia adquirirá el APRI, la agrupación precursora del MNR en la Facultad de Ciencias Médicas. De allí surgieron dirigentes como Héctor Cavallero, Hermes Binner, Ernesto Jaimovich, etc.
Al comenzar la década de 1970 el MNR había establecido sólidas posiciones en las Universidades de Córdoba, Tucumán, Mar del Plata y el Litoral.
En esas condiciones el MNR estableció una sólida alianza con el grupo radical progresista de Franja Morada. El "Bloque MNR-Franja Morada" condujo la FUA entre 1971 y 1983, llevando a los dirigentes del MNR, Ernesto Jaimovich y a Miguel Godoy a ser presidentes de la FUA en 1971 y 1973 respectivamente.
Algunos de los dirigentes universitarios del MNR de los años 1960 y 1970 fueron: Héctor Cavallero, Marcos Rosa, Ernesto Jaimovich, Miguel Godoy, Blanco, Ángel García, Gustavo Galland, Juan Carlos Zabalza, Oscar Bebán, Rubén Giustiniani, Hermes Binner, María del Cármen Viñas, Francisco Morea, etc.

## De 1976 a 1983
Durante la dictadura militar de 1976-1983 el MNR mantuvo una oposición activa contra el régimen. Sostuvo la continuidad de la Federación Universitaria Argentina manteniendo "el bloque" con Franja Morada y trabajando solidariamente con todos los grupos estudiantiles perseguidos. Los dirigentes del MNR denunciaron la violación de derechos humanos en la Unión Internacional de Estudiantes y en la IUSY, la Juventud Internacional Socialista. Asimismo el MNR participó de las brigadas de apoyo al gobierno Sandinista a partir de 1979, y del movimiento de juventudes políticas que comenzó a reunirse para condenar el golpe militar de 1980 en Bolivia y presionar para el retorno a la democracia en la Argentina y el resto del Cono Sur.
A partir de 1978 el MNR impulsará junto a las demás organizaciones estudiantiles presentes entonces (radicales, peronistas, comunistas y maoístas) una amplia acción contra la Ley Universitaria 21.276 sancionada por el régimen militar y contraria al programa de la reforma universitaria. En 1980 el MNR se moviliza para difundir el petitorio de la FUA contra la política universitaria del gobierno militar que obtuvo 18.000 firmas de adhesión en todo el país.
El MNR participó de las movilizaciones convocadas por la CGT en 1981 y 1982.

## De 1983 a la actualidad
Una vez establecida la democracia en 1983, el MNR fue parte, con las demás fuerzas organizadas en la Federación Universitaria Argentina (FUA), de la normalización de las universidades bajo los principios reformistas de autonomía y cogobierno.
Franja Morada se afianzó como la mayor fuerza universitaria del país, en tanto que el MNR se estableció como una de las fuerzas universitarias con presencia autónoma suficiente para ser parte de la conducción de la FUA. .
En 1989 el MNR, que tenía escasa presencia en la multitudinaria Universidad de Buenos Aires (UBA), ganó por primera vez un centro de estudiantes en esa casa de altos estudios, el Centro de Estudiantes de Ciencias Exactas y Naturales, que condujo ininterrumpidamente hasta 1995 con la Agrupación Reformista 25 de Mayo. Luego, el movimiento se fortaleció al ganar el Centro de Estudiantes de Ciencias Económicas de la UBA, el mayor de América Latina con 55.000 estudiantes. Más recientemente en 2002 ganó también el Centro de Estudiantes de Derecho de la UBA, el segundo mayor, con 35.000 estudiantes, manteniéndolo de forma ininterrumpida hasta 2015 año que resulta derrotado contra Franja Morada.
En 2016 vuelve a recuperar el Centro de Estudiantes de Derecho logrando una victoria muy ajustada contra Franja Morada.
En la FUA realizada en San Luis en 2008, el MNR quedó como quinta fuerza.
En el XXVII Congreso de la FUA realizado en Córdoba los días 16 y 17 de junio de 2012, el MNR resultó ser la cuarta fuerza a nivel nacional.
Desde el año 2011 al 2019, el MNR condujo la Federación Universitaria Marplatense (FUM) con la presidencia de la Agrupación CAUCES.
En las votaciones de la Federación Universitaria de Rosario(FUR) en 2014, el MNR quedó como primera fuerza y conducción de la misma.
En las votaciones de 2015, en la Universidad Nacional del Litoral, quedó como segunda fuerza política y con amplio crecimiento. Sacando 3 consejeros directivos en la Facultad de Ciencias Jurídicas y Sociales (La mitad de la representación estudiantil), pasando a ser la segunda fuerza, con 2 consejeros superiores en esta universidad.
En el año 2018 el MNR de Córdoba conforma el Comité Córdoba Libre, junto con Agrupaciones de la Facultad de Ciencias Médicas de la UNC, y conduce la histórica Federación Universitaria de Córdoba en el centenario de la Reforma Universitaria, con Sebastián Fondacaro como Presidente.

## Autoridades históricas
- 1960-1968: Guillermo Estévez Boero
- 1968-1972: Ernesto Jaimovich
- 1972-1975: Miguel Angel Godoy
- 1975: Alicia Barbosa
- 1983-1985: Rubén Giustiniani
- 1985-1989: Daniel Pavicich
- 1989-1993: José Orler
- 1993-1996: Ricardo Nidd
- 1996-1998: Ariel Martínez Hortiguera
- 1998-2001: Fernando Asegurado
- 2001-2005: Santiago Asegurado
- 2006-2008: Rigo Bisso
- 2008-2010: Mariano Cuvertino
- 2010-2012: Sebastián Melchor
- 2012-2014: Maximiliano Diaz
- 2014-2016: Pablo Lamberto
- 2016-2018: Luciano Burket
- 2018-2021: Gisel Mahmud
- 2021-2023: Marianela Pfund
- 2023-2025: Santiago Haddad
- 2025-actualidad: María Eloísa Álvarez